# Glasscock megye
Glasscock megye az Amerikai Egyesült Államokban, azon belül Texas államban található. Megyeszékhelye és legnagyobb városa Garden City. Lakosainak száma 1116 fő (2020. április 1.). Glasscock megye Reagan, Howard, Sterling, Midland, Martin és Upton megyékkel határos.

## Népesség
A megye népességének változása:
| Lakosok száma | 1227 | 1241 | 1260 | 1251 | 1315 | 1116 |
|               | 2010 | 2011 | 2012 | 2013 | 2015 | 2020 |